# もっともあぶない刑事
『もっともあぶない刑事』（もっともあぶないデカ）は、1989年4月22日に東映洋画系で公開された日本映画である。『あぶない刑事』劇場版シリーズの第3作。
キャッチコピーは「フフフッ、不滅です。」「3度目の、ジョーク。」「おねがい。タイホして。（横浜女子校1年匿名希望）」。

## 概要
ヒットシリーズとなった『あぶない刑事』の総決算として製作された作品であり、初の単独興行作品。本作でテレビシリーズ当初からの宿敵であった暴力団組織・銀星会との抗争に終止符が打たれ、シリーズは7年間の休止期間に入った。
なお、シリーズ休止期間中の1994年に近藤課長役の中条静夫が逝去、また鈴江秀夫役の御木裕は1996年に芸能界を引退したため、この2名はシリーズ最後の出演となった。

## ストーリー
深夜、鷹山と大下は銃器密造工場に踏み込んだ。元締めの宮坂は銀星会の下請け業者であり、同時に銀星会壊滅に繋がる切り札でもあったが、急襲、追撃も空しく町田の不注意で取り逃がしてしまう。
鷹山と大下が銀星会会長・前尾に揺さぶりをかけている中、宮坂の拳銃が15年前の暴力団員二人組による貿易商殺人事件に使用されたそれと同一のものであることが判明。事件の時効はすでに4日後に迫っていた。鷹山と大下は15年前の事件の捜査主任であった本多政義を訪問し、当時の事情を聞いた。本多は一線の刑事から県警本部の幹部にまで上り詰めた立志伝中の人物で、次期本部長の呼び声も高い。一方で現役捜査員時代は型破りなタイプだったらしく、15年前の事件でも単身で被疑者の潜伏先に踏み込み、銃撃戦の末に被疑者の一人を射殺した過去もあった。
本多から直々の激励を受けてすっかり有頂天の二人は、宮坂と何らかの繋がりがあると思われるセレクトショップ経営者・榊真由美を監視。その最中、彼女の前に現れた宮坂を追走の末に再び追いつめたが、直後、宮坂は銀星会のヒットマン・結城によって口を封じられてしまう。真由美は事情聴取で、宮坂から付き纏い行為を受けていたと供述したが、何かを隠している様子であった。鷹山は真由美が15年前の事件と銀星会の関係を知っているとにらみ、真由美の監視を続ける中、突如現れた15年前の事件の被疑者の一人・北野和夫に監禁されてしまう。一方、県警本部は宮坂殺害の証拠物件を港署から強引に引き上げるなど奇妙な動きを見せ始め、近藤課長らも不信感を抱いていた矢先、ホテルで前尾の動向を監視していた大下と町田は、本多警備局長が前尾の部屋を後にする姿を目撃する。
やがて鷹山と北野の前に、北野暗殺の命を受けた結城率いるヒットマン集団が出現。壮絶な銃撃戦と格闘の末、真由美は重傷を負ってしまう。真由美の証言によって鷹山と大下は本多が事件の黒幕であると確信するが、県警は港署に対して事件の捜査主体を本部に移すよう迫り、黙秘を続ける北野の身柄も県警本部への移送が決定。鷹山と大下は近藤課長から謹慎命令を受けてしまう。本多の狙いが護送途中の北野の抹殺にあると読んだ鷹山と大下は、暗殺団よりも先に護送車を襲撃し、北野を時効成立時刻まで逃走させるという決死の行動に打って出る。

## 登場人物
前尾源次郎
銀星総業二代目会長。県警本部の本多との癒着で名を上げのし上がった。インテリを装っているが性格は巧妙かつ陰険で、銀星会にとって目の上のコブである鷹山と大下を抹殺するために、二人の首に懸賞金をかける。

江本真由美
セレクトショップ経営者。15年前の貿易商殺害事件の実行犯である江本浩司の実妹。「榊真由美」と名乗って密かに婚約者である北野の逃亡生活を支えていた。北野を庇って銃弾を浴び重傷を負う。
北野和夫
元銀星会組員。貿易商殺害事件のもう一人の実行犯。江本と共に幹部に登用すると前尾に唆され殺害を実行し、その後は沖縄で逃亡生活を送っていた。
時効成立後は警察へ出頭し、事件の真相を世間に訴える意志を固めていたが、宮坂に潜伏先を突き止められたことから、時効前に横浜への帰還を余儀なくされた。
結城建三
北野抹殺の命を受けた銀星会のヒットマン集団のリーダー格。不死身さながらの異常に強靭な肉体を持つ戦闘のプロフェッショナルであり、劇中では鷹山たちと幾度となく対峙し、壮絶な死闘を展開する。
なお、台詞を発する場面は一切存在しない。
本多政義
神奈川県警察本部警備局長。一線の刑事から県警本部の幹部にまで上り詰めた立志伝中の人物であるが、その裏では銀星会と深い気脈を通じていた。
15年前の貿易商殺人事件の捜査主任であったが、銀星会の前尾と結託し、事件に銀星会が関与した証拠を消すため、逮捕時の正当防衛に見せかけて江本を射殺。さらに逃亡した北野を警察に逮捕させずに銀星会の手で抹殺させるために偽の似顔絵を作成するなど、様々な策謀を図っていた。今回も港署への捜査中止命令や証拠品の隠匿、さらには鷹山と大下への発砲命令を以って真相を闇に葬ろうとする。本多の不正に気付いた近藤課長と松村少年課長は、水面下で鷹山と大下に協力し、本多を追及する。
宮坂四郎
銀星会に銃器を流している密造業者。
バート
町田の友人で在日アメリカ空軍基地の憲兵。普段はラジカセを抱えて街中を遊び歩いており、町田曰く「女の子をお裾分けしてもらう仲」。
結城一味との最終決戦の際、町田からの「女を紹介する」という一言に釣られ、基地内に保管されている大量の武器弾薬を鷹山たちに快く提供した。

## キャスト
- 鷹山敏樹 - 舘ひろし
- 真山薫 - 浅野温子
- 町田透 - 仲村トオル
- 松村優子 - 木の実ナナ
- 田中文男 - ベンガル
- 吉井浩一 - 山西道広
- 鈴江秀夫 - 御木裕
- 吉田春彦 - 秋山武史
- 安田一郎 - 石山雄大
- 谷村進 - 衣笠健二
- 愛川史郎 - 飯島大介
- 山路瞳 - 長谷部香苗
- 河野良美 - 監物房子
- 若原友行 - 加藤大樹
- 井沢鉄男 - 伊藤洋三郎
- 竹田敬三 - 海一生
- 土橋徹 - 賀川幸史郎
- 江本真由美 - 真梨邑ケイ
- 北野和夫 - 佐藤仁哉
- 結城健三 - 苅谷俊介
- 本多政義 - 芥正彦
- 宮坂四郎 - 中原丈雄
- 藤原 - 友金敏雄
- 畑 - 二家本辰巳
- 小宮 - 須藤正裕
- 中井 - 高岡良平
- 密造工 - 寺島進
- バート - マイケル・コールマン
- 劇団の夫婦 - 大川ひろし、山梨ハナ
- ヒットマン - 榎木兵衛
- ウェイター - 広瀬匠
- 暴走族のアベック - 武田留美子、中島陽典
- 前尾源次郎 - 柄本明
- 近藤卓造 - 中条静夫
- 大下勇次 - 柴田恭兵

## スタッフ
- 企画 - 岡田晋吉、清水欣也（日本テレビ）、黒澤満
- プロデューサー - 初川則夫（日本テレビ）、伊地智啓（キティ・フィルム）、服部紹男
- 脚本 - 柏原寛司
- 撮影 - 柳島克己（J.S.C）
- 照明 - 井上幸男
- 美術 - 小林正義
- 録音 - 木村瑛二
- 編集 - 山田真司
- 助監督 - 辻井孝夫
- 記録 - 桑原みどり
- キャスティング - 飯塚滋
- 撮影（別班） - 斉藤正広
- 製作担当 - 大塚泰之
- 音楽 - 都志見隆
- 音楽監督 - 鈴木清司
- 音楽プロデューサー - 高桑忠男（東映音楽出版）
- エンディングテーマ - 「夜を抱きしめて」
  - 唄・作詞・作曲 - 舘ひろし
  - 編曲 - 神林早人
- 挿入歌 - 「RUNNING SHOT」
  - 唄 - 柴田恭兵
  - 作詞 - 吉松隆、門間裕
  - 作曲・編曲 - 吉松隆
- オリジナルサウンドトラック盤 - ファンハウス
- 音響効果 - 渡部健一（東洋音響カモメ）
- リーレコ - 河野兢司
- 製作進行 - 益岡正志、氏家英樹
- ガン・アドバイザー - 納富貴久男（BIGSHOT）
- 技闘 - 高瀬将嗣（高瀬道場）
- 装飾 - ポパイアート
- カースタント - TA・KA
- 車輌 - スキル・ワーク
- 衣装 - 第一衣裳
- 録音スタジオ - にっかつスタジオセンター
- エキストラ - クロキプロ
- 合成・タイトル - マリンポスト
- 特殊メイク - 原口智生
- 現像 - 東映化学
- 小道具 - 高津映画装飾
- 協賛 - 太陽石油
- 協力 - 日産自動車、くろがね工作所、LIGHT STAFF、三菱電機
- 製作協力 - セントラル・アーツ、キティ・フィルム
- 配給 - 東映
- 監督 - 村川透
- 東映 = 日本テレビ放送網提携作品

## 映像ソフト
いずれも価格は税抜。
DVD
2002年9月21日発売。販売元：東映ビデオ　DSTD02071／4,500円
- カラー本編104分

映像特典
- フォトギャラリー、タカ＆ユージ三度目のジョーク（メイキング）、予告篇

※2010年6月1日期間限定プライスオフ発売。（ニュープリント・コンポーネントマスター）DCTD02071／3,000円／片面2層／1.主音声：モノラル／16：9LB
※2012年6月1日東映55キャンペーンプライスオフ発売。DUTD02071／2,800円／片面2層／1．主音声:モノラル／16:9 LB
Blu-ray
2012年9月21日発売。販売元：東映ビデオ　BSTD02071／4,800円
本編104分／1層／ドルビーTrueHD(モノラル)／16:9【1080p Hi-Def】
映像特典
- スタッフインタビュー ‐あぶデカをつくった男たち‐（柏原寛司）、MAKING OFもっともあぶない刑事 3度目のジョーク（メイキング）、『あぶない刑事』劇場6作品予告編集、フォトギャラリー

## 地上波放送履歴
全て日本テレビ系「金曜ロードショー」での放送。
| 回数  | 放送日         |
| ----- | -------------- |
| 初回  | 1991年1月4日   |
| 2回目 | 1992年7月10日  |
| 3回目 | 1994年1月7日   |
| 4回目 | 1995年11月24日 |
| 5回目 | 1999年2月12日  |
| 6回目 | 2002年4月26日  |

## 関連商品
コンピュータゲーム
もっともあぶない刑事（ファミリーコンピュータ、1990年2月6日発売）